# Insulinmast
Insulinmast beschreibt ein seit Anfang des 20. Jahrhunderts bekanntes medizinisches Phänomen. Insulin ist eine anaboles Hormon. Wenn dem Körper regelmäßig zu viel Insulin zur Verfügung steht (Hyperinsulinismus), baut er Körpermasse und insbesondere Fettgewebe auf.
Die Insulinmast wurde zunächst als therapeutische Maßnahme bei Kachexie eingesetzt. Die Verabreichung von Insulin an Gesunde und damit das künstliche Erzeugen eines Hyperinsulinismus ist im Leistungssport bekannt und als Dopingmaßnahme verboten.

## Ursachen
Verantwortlich für die Insulinmast ist ein Hyperinsulinismus, dessen klassische Ursachen das Insulinom und eine überzogene Insulinbehandlung des Diabetes mellitus sind. Beim Insulinom produziert der Körper zu viel des Hormons, was grundsätzlich zur Hypoglykämie führt. Manche Patienten haben sich aber daran gewöhnt, durch häufige, meist kohlenhydratreiche Mahlzeiten diese Zustände abzumildern und werden dabei dick. Beim Diabetes mellitus kann eine übermäßige Verabreichung von Insulin ebenfalls zum Hyperinsulinismus führen und das gleiche Phänomen dadurch auftreten.

## Therapie
Therapeutisch muss der ursächliche Hyperinsulinismus bekämpft werden (→ Hauptartikel der zugrunde liegenden Erkrankungen wie Insulinom und Diabetes mellitus).